# Katie Hoff
Kathryn Elise "Katie" Hoff (Stanford, Kalifornia, 1989. június 3. –) amerikai úszónő.

## Élete
A 2004-es olimpián az akkor 15 éves Katie Hoff kivételes tehetsége az úszáshoz szemmel látható volt, de akkor még kellő rutin hiányában nem ért el dobogós helyezést.
Első győzelmeit nagy világversenyen 2005-ben Montréalban, az úszó-világbajnokságon aratta, a 200 méteres és a 400 méteres vegyesúszást is Kirsty Coventry előtt nyerte, illetve az amerikai váltóval a 4×200 méteres gyorsváltó tagjaként is világbajnoknak mondhatja magát.
A következő világbajnokságon Melbourne-ben meg tudta védeni bajnoki címeit, ráadásul a 400 méteres vegyesúszást új világrekorddal nyerte meg.
A 2008 júliusában tartott olimpiai válogatóversenyen kiemelkedő formát mutatott, 400 méteres vegyesúszásban Stephanie Rice akkori világcsúcsát megjavítva nyert, és összesen öt úszószámban kvalifikálta magát a pekingi olimpiára. A 2008-as olimpián nem tudta megismételni korábbi időeredményeit, ezért meg kellett elégednie 400 méteres vegyesúszásban a bronzéremmel, 400 méteres gyorsúszásban pedig az ezüstéremmel.